# Riparazione per escissione di nucleotidi
La riparazione per escissione di nucleotidi, (nota anche come ''NER'', dall'inglese nucleotide excision repair) è un meccanismo di riparazione del DNA. Più precisamente è uno dei tre meccanismi di riparazione del filamento singolo per escissione, quindi è un sistema privo di errori, in quanto la fedeltà della riparazione è garantita dal filamento complementare, che funge da stampo.
A differenza della riparazione per escissione di basi, che è più specifico per singole basi, la NER è in grado di riparare regioni di DNA più estese. Tra le mutazioni sulle quali interviene il meccanismo vi sono anche i fotoprodotti causati da radiazioni ultraviolette, come gli anelli ciclobutilici e fotoprodotti 6-4.
Il sistema NER può seguire due diversi pathways: il primo, detto '''riparazione per escissione di nucleotidi globale''' (dall'inglese ''GG-NER'', global genomic-nucleotide excision repair), interviene mediante riconoscimento indiretto del danno, in particolare mediante individuazioni di distorsioni alla doppia elica; l'altro invece, è conosciuto come '''riparazione per escissione di nucleotidi accoppiata alla trascrizione''' (dall'inglese ''TC-NER'', transcription coupled-nucleotide excision repair) proprio per il fatto di agire in cooperatività con gli eventi di trascrizione.
L'importanza del sistema NER è emersa soprattutto a causa di alcune malattie ereditarie, quali lo Xeroderma Pigmentoso e la Sindrome di Cockayne.

## Riparazione per escissione nucleotidica nei procarioti
per Approfondire vedi la voce: UvrABC
Il processo di riparazione per escissione di nucleotidi nei procarioti è stato studiato in particolare nel batterio Escherichia coli.
In E. coli (e nei procarioti in generale) il processo di riparazione interessa principalmente il pathway globale, di conseguenza il riconoscimento del danno avviene quindi mediante l'individuazione di distorsioni alla doppia elica causate dalla presenza di una base anomala.
A guidare l'intero processo, interviene il complesso enzimatico UvrABC, il quale è costituito da tre subunità proteiche: UvrA, UvrB e UvrC che trovano la distorsione, tagliano il filamento danneggiato formando così un segmento di 12 nucleotidi. 
Successivamente, la DNA elicasi II (a volte conosciuta come UvrD in questo complesso) scinde i legami a idrogeno tra le basi complementari rimuovendo quindi l'intero segmento di 12 nucleotidi.
Infine, il vuoto viene colmato dall'azione della DNA polimerasi I che usa il filamento complementare per produrre la copia, e dalla Dna Ligasi che salda la sequenza al filamento.
Il processo basico di NER è molto simile negli altri procarioti, ma a volte in alcune cellule coinvolge molte più proteine.

### Riparazione per escissione nucleotidica globale
Il processo di UvrABC si articola in diverse fasi:
1. La subunità UvrA si lega ad un'altra subunità UvrA, entrambe con attività GTP/ATPasica
2. Il dimero UvrA scansiona il DNA e riconosce la distorsione della doppia elica (creata dal dimero pirimidinico). Quindi il dimero si lega alla subunità UvrB (formando un trimero) che viene posizionata correttamente nei pressi del sito danneggiato.
3. Il dimero UvrA lascia il complesso mentre UvrB recluta la subunità UvrC, formando un nuovo dimero UvrBC.
4. UvrB e UvrC sono le componenti ad attività endonucleasica. La prima rompe il legame fosfodiesterico quattro nucleotidi a valle del danno (verso il 3'), mentre UvrC scinde un legame fosfodiesterico otto nucleotidi a monte del sito danneggiato (verso il 5'), rimuovendo così un segmento di DNA di dodici nucleotidi, comprendente il sito danneggiato eventualmente da un fotoprodotto degli ultravioletti.
5. La riparazione è poi completata da DNA elicasi che rimuovono i ponti idrogeno che legano le basi complementari, mentre UvrC si dissocia dal complesso e UvrB resta legato (probabilmente prevenendo un eventuale riappaiamento tra i due filamenti). La DNA polimerasi I interviene ricopiando il tratto dodecanucleotidico sulla base del filamento integro, ed infine una DNA ligasi risalda il segmento di DNA recuperato.

## Riparazione per escissione nucleotidica negli eucarioti
La riparazione per escissione nucleotidica è molto più complessa negli eucarioti, anche se il principio è molto simile. Negli eucarioti sono presenti entrambe le modalità di NER, Nel caso della NER accoppiata alla trascrizione, molto frequente in particolare nell'uomo, sono coinvolte circa 20 proteine, che interagendo formano un vero e proprio riparosoma. Delle venti subunità polipeptidiche del riparosoma, ben 7 fanno anche parte dell'apparato di trascrizione basale, un'indicazione di come vi sia cooperatività tra quest'ultimo ed il riparosoma.
Il riconoscimento del danno infatti, avviene grazie al "blocco" che incontra la RNA polimerasi II lungo il filamento, cosa che provoca l'intervento dei polipeptidi del riparosoma.
Le cellule eucariotiche tuttavia sono anche in grado di applicare la GG-NER. Questo pathway di escissione nucleotidica non dipende dalla trascrizione. Infatti sono impiegate alcune proteine in grado di riconoscere il danno, come la DDB (DNA-damage binding, nota anche come XPE) e il complesso XPC-Rad23, che scansionano costantemente l'intero genoma cellulare e riconoscono i danni. A questo punto il meccanismo coinvolge proteine come le XPB, XPD e XPE, che rimuovono il tratto lesionato in modo analogo al complesso UvrABC.
Mutazioni ai geni che esprimono le proteine XP, possono causare lo Xeroderma Pigmentoso, una malattia ereditaria i cui affetti presentano un'epidermide molto sensibile ai raggi UV, in quanto viene a mancare l'apporto del sistema di riparazione del danno.

### Riparazione accoppiata alla trascrizione
La riparazione per escissione accoppiata alla trascrizione differisce dalla globale solo per le fasi iniziali di riconoscimento.
Il processo ha inizio nel momento in cui la RNA polimerasi II incontra un blocco durante il processo trascrittivo, dovuto ad una lesione. È il blocco quindi a fare da segnale, e viene quindi rimpiazzata da DDB e dal complesso XPC-Rad23.
In altri casi invece intervengono le proteine ERCC6 ed ERCC8 (note anche rispettivamente come CSB e CSA, dal nome della Sindrome di Cockayne): la ERCC6, legandosi al DNA localmente, ne modifica la conformazione facendo in modo che venga meno l'affinità tra la RNA polimerasi e il DNA stesso.
La ERCC8 invece, interviene nelle fasi finali, marcando con ubiquitina la ERCC6 che viene quindi sottoposta a degradazione proteasomale. 
In questo modo la ERCC6 non inibisce più il legame tra DNA e RNA polimerasi II, la quale può quindi riprendere la sintesi del trascritto.
Mutazioni a queste due proteine, possono essere causa di una grave malattia ereditaria, la Sindrome di Cockayne (CS), motivo per il quale la ERCC8 e la ERCC6 sono detto CSA e CSB, a seconda della classificazione della sindrome.